# Campionato mondiale maschile under 17 di calcio 2009
Il Campionato mondiale di calcio Under-17 2009, tredicesima edizione del torneo internazionale di calcio giovanile, che si è tenuto in Nigeria dal 24 ottobre al 15 novembre 2009.
Il torneo è stato vinto dalla Svizzera under 17, che nella finale giocata allo stadio nazionale di Abuja ha sconfitto la Nigeria under 17, detentore del trofeo e paese ospitante della manifestazione, per 1-0. Per gli svizzeri è stato il primo titolo mondiale della storia. Al terzo posto si è classificata la Spagna under 17, che nella finale per il 3º posto ha avuto la meglio sulla Colombia under 17, battendola per 1-0.
Solo i giocatori nati dopo il 1º gennaio 1992 hanno potuto partecipare al torneo.

## Città e stadi
| Città     | Stadio                         | Posti  |
| --------- | ------------------------------ | ------ |
| Abuja     | Stadio Nazionale di Abuja      | 60 000 |
| Lagos     | Stadio Teslim Balogun          | 24 325 |
| Enugu     | Stadio Nnamdi Azikiwe          | 22 000 |
| Ijebu Ode | Gateway Stadium                | 20 000 |
| Kano      | Stadio Sani Abacha             | 18 000 |
| Kaduna    | Stadio Ahmadu Bello            | 16 500 |
| Calabar   | Stadio U. J. Esuene            | 16 000 |
| Bauchi    | Stadio Abubarkar Tafawa Balewa | 15 000 |

## Squadre
| Confederazione                                        | Torneo di Qualificazione                   | Qualificate                                         |
| ----------------------------------------------------- | ------------------------------------------ | --------------------------------------------------- |
| AFC (Asia)                                            | AFC U-17 Championship 2009                 | Iran Corea del Sud Giappone Emirati Arabi Uniti     |
| CAF (Africa)                                          | 2009 African Under-17 Championship         | Gambia Algeria Malawi Burkina Faso                  |
| CONCACAF (America Centrale, Settentrionale e Caraibi) | 2009 CONCACAF U17 Tournament               | Honduras Messico Stati Uniti Costa Rica             |
| CONMEBOL (Sud America)                                | Sudamericano Sub-17 2007                   | Brasile Uruguay Argentina Colombia                  |
| OFC (Oceania)                                         | 2009 OFC Under 17 Tournament               | Nuova Zelanda                                       |
| UEFA (Europa)                                         | Campionato europeo di calcio Under-17 2009 | Paesi Bassi Svizzera Spagna Italia Germania Turchia |
| Nazione ospitante                                     | Nazione ospitante                          | Nigeria                                             |

## Fase a gironi
Le 24 squadre partecipanti sono suddivise in sei gironi di quattro squadre ciascuno. Si qualificano agli ottavi di finale le prime due classificate in ogni girone, più le quattro migliori terze.

### Gruppo A (Abuja)
| Squadra   | P.ti | G | V | P | S | GF | GS | DR |
| --------- | ---- | - | - | - | - | -- | -- | -- |
| Nigeria   | 7    | 3 | 2 | 1 | 0 | 6  | 4  | +2 |
| Argentina | 6    | 3 | 2 | 0 | 1 | 4  | 3  | +1 |
| Germania  | 4    | 3 | 1 | 1 | 1 | 7  | 4  | +3 |
| Honduras  | 0    | 3 | 0 | 0 | 3 | 1  | 5  | -4 |

| Arbitro: | Ravshan Irmatov |

|                                        |           |                               |
| Okoro 81’ (rig.) Omeruo 59’ Egbedi 61’ | Marcatori | 21’ Thy 39’ Mustafi 47’ Götze |

| Arbitro: | Massimo Busacca |

|  |           |            |
|  | Marcatori | 59’ Araujo |

| Arbitro: | Koman Coulibaly |

|                                 |           |          |
| Espíndola 57’ (pen.) Araujo 59’ | Marcatori | 8’ Götze |

| Arbitro: | Stéphane Lannoy |

|            |           |  |
| Ajagun 56’ | Marcatori |  |

| Arbitro: | Carlos Amarilla |

|                         |           |            |
| Thy 55’ 56’ Volland 73’ | Marcatori | 46’ Lozano |

| Arbitro: | Jair Marrufo |

|           |           |                              |
| Orfano 2’ | Marcatori | 5’ Ojabu 72’ (rig.) Emmanuel |

### Gruppo B (Lagos)
| Squadra  | P.ti | G | V | P | S | GF | GS | DR |
| -------- | ---- | - | - | - | - | -- | -- | -- |
| Svizzera | 9    | 3 | 3 | 0 | 0 | 7  | 3  | +4 |
| Messico  | 6    | 3 | 2 | 0 | 1 | 3  | 2  | +1 |
| Brasile  | 3    | 3 | 1 | 0 | 2 | 3  | 4  | -1 |
| Giappone | 0    | 3 | 0 | 0 | 3 | 5  | 9  | -4 |

| Arbitro: | Howard Webb |

|                                              |           |                         |
| Guilherme 26’ Neymar 67’ Kamita 90+4’ (aut.) | Marcatori | 35’ Takagi 84’ Sugimoto |

| Arbitro: | Michael Hester |

|  |           |                                          |
|  | Marcatori | 22’ Kasami 42’ José Rodríguez (autogoal) |

| Arbitro: | Carlos Batres |

|                                            |           |                                |
| Seferović 43’, 51’ Xhaka 53’ Rodríguez 74’ | Marcatori | 9’, 20’ Miyayoshi 90+3’ Kojima |

| Arbitro: | Tom Henning Øvrebø |

|  |           |             |
|  | Marcatori | 70’ Basulto |

| Arbitro: | Stéphane Lannoy |

|  |           |                      |
|  | Marcatori | 65’ Campos 79’ Parra |

| Arbitro: | Eddy Maillet |

|                 |           |  |
| Ben Khalifa 21’ | Marcatori |  |

### Gruppo C (Calabar)
| Squadra     | P.ti | G | V | P | S | GF | GS | DR |
| ----------- | ---- | - | - | - | - | -- | -- | -- |
| Iran        | 7    | 3 | 2 | 1 | 0 | 3  | 0  | +3 |
| Colombia    | 5    | 3 | 1 | 2 | 0 | 4  | 3  | +1 |
| Paesi Bassi | 3    | 3 | 1 | 0 | 2 | 3  | 4  | -1 |
| Gambia      | 1    | 3 | 0 | 1 | 2 | 3  | 6  | -3 |

| Arbitro: | Matthew Breeze |

|                          |           |  |
| Sadeghian 44’ Rezaei 84’ | Marcatori |  |

| Arbitro: | Jérôme Damon |

|                          |           |                    |
| Castillo 56’ Córdoba 72’ | Marcatori | 69’ (rig.) Ozyakup |

| Arbitro: | Ravshan Irmatov |

|                          |           |                      |
| Castaignos 19’ Boere 70’ | Marcatori | 26’ (rig.) E. Bojang |

| Calabar 28 ottobre 2009, ore 19:00 | Iran           | 0 – 0 referto | Colombia | Stadio U. J. Esuene (8 600 spett.)\| Arbitro: \| Michael Hester \| |
| Arbitro:                           | Michael Hester |               |          |                                                                    |

| Arbitro: | Howard Webb |

|                                 |           |                        |
| L. S. Samateh 19’ E. Bojang 42’ | Marcatori | 78’ 89’ (rig.) Cuellar |

| Arbitro: | Carlos Batres |

|  |           |             |
|  | Marcatori | 25’ Gharibi |

### Gruppo D (Enugu)
| Squadra       | P.ti | G | V | P | S | GF | GS | DR |
| ------------- | ---- | - | - | - | - | -- | -- | -- |
| Turchia       | 7    | 3 | 2 | 1 | 0 | 6  | 2  | +4 |
| Burkina Faso  | 4    | 3 | 1 | 1 | 1 | 5  | 3  | +2 |
| Nuova Zelanda | 3    | 3 | 0 | 3 | 0 | 3  | 3  | 0  |
| Costa Rica    | 1    | 3 | 0 | 1 | 2 | 3  | 9  | -6 |

| Arbitro: | Carlos Amarilla |

|          |           |  |
| Demir 3’ | Marcatori |  |

| Arbitro: | Eddy Maillet |

|              |           |           |
| Campbell 35’ | Marcatori | 19’ Built |

| Arbitro: | Howard Webb |

|           |           |                |
| Murie 57’ | Marcatori | 12’ V. Nikiema |

| Arbitro: | Jérôme Damon |

|                                                  |           |          |
| Ali Sahiner 3’ Demir 33’ Bekdemir 42’ Iravul 70’ | Marcatori | 44’ Moya |

| Arbitro: | Ravshan Irmatov |

|                                                    |           |             |
| Zidane 12’ Ibrango 38’ Louckmane 82’ B. Traoré 90’ | Marcatori | 86’ Golobio |

| Arbitro: | Martín Emilio Vázquez |

|                      |           |           |
| Hobson-McVeigh 90+1’ | Marcatori | 17’ Engin |

### Gruppo E (Kano)
| Squadra             | P.ti | G | V | P | S | GF | GS | DR |
| ------------------- | ---- | - | - | - | - | -- | -- | -- |
| Spagna              | 9    | 3 | 3 | 0 | 0 | 9  | 3  | +6 |
| Stati Uniti         | 6    | 3 | 2 | 0 | 1 | 3  | 2  | +1 |
| Emirati Arabi Uniti | 3    | 2 | 1 | 0 | 2 | 3  | 4  | -1 |
| Malawi              | 0    | 3 | 0 | 0 | 3 | 1  | 7  | -4 |

| Arbitro: | Martín Emilio Vázquez |

|                         |           |  |
| Al Saffar 63’ Sebil 81’ | Marcatori |  |

| Arbitro: | Viktor Kassai |

|                       |           |              |
| Borja 22’ Sarabia 30’ | Marcatori | 4’ McInerney |

| Arbitro: | Massimo Busacca |

|             |           |  |
| Shinsky 54’ | Marcatori |  |

| Arbitro: | Wolfgang Stark |

|           |           |                                |
| Sebil 68’ | Marcatori | 12’ Isco 19’ Borja 88’ Carmona |

| Arbitro: | Pablo Pozo |

|             |           |                                          |
| Milanzi 82’ | Marcatori | 32’ Carmona 60’, 74’ Morata 62’ Espinosa |

| Arbitro: | Koman Coulibaly |

|               |           |  |
| McInerney 35’ | Marcatori |  |

### Gruppo F (Kaduna)
| Squadra       | P.ti | G | V | P | S | GF | GS | DR |
| ------------- | ---- | - | - | - | - | -- | -- | -- |
| Italia        | 7    | 3 | 2 | 1 | 0 | 3  | 1  | +2 |
| Corea del Sud | 6    | 3 | 2 | 0 | 1 | 6  | 3  | +3 |
| Uruguay       | 4    | 3 | 1 | 1 | 1 | 3  | 3  | 0  |
| Algeria       | 0    | 3 | 0 | 0 | 3 | 0  | 5  | -5 |

| Arbitro: | Wolfgang Stark |

|                     |           |                                                     |
| Gallegos 60’ (rig.) | Marcatori | 13’ Nam Seung-Woo 62’ Son Heung-Min 90’ Lee Jong-Ho |

| Arbitro: | Jair Marrufo |

|  |           |             |
|  | Marcatori | 78’ Carraro |

| Arbitro: | Pablo Pozo |

|                            |           |                       |
| Camporese 56’ Iemmello 61’ | Marcatori | 30’ (rig.) Kim Jin-Su |

| Arbitro: | Viktor Kassai |

|                       |           |  |
| Luna 47’ Gallegos 70’ | Marcatori |  |

| Arbitro: | Michael Hester |

|                                   |           |  |
| Lee Jong-Ho 12’ Son Heung-Min 22’ | Marcatori |  |

| Kano 1º novembre 2009, ore 19:00 | Italia             | 0 – 0 referto | Uruguay | Stadio Sani Abacha (20 000 spett.)\| Arbitro: \| Tom Henning Øvrebø \| |
| Arbitro:                         | Tom Henning Øvrebø |               |         |                                                                        |

### Terze classificate
Le migliori quattro terze classificate si qualificano alla fase finale. I fattori che determinano la classifica delle migliori terze sono;
1. Punti;
2. Differenza reti;
3. Numero di goal fatti;
4. Ranking Fair-Play (-1 per ogni ammonizione, -3 per l'espulsione (diretta o come somma di due cartellini gialli, in una stessa partita), -4 in caso di ammonizione, seguita da un cartellino rosso diretto);
5. Eventuale spareggio;

- Germania, Uruguay, Nuova Zelanda e Emirati Arabi Uniti si qualificano alla fase finale;
- Brasile e Olanda sono eliminate;

| Gruppo | Squadra             | P.ti | G | V | P | S | GF | GS | DR | FP |
| ------ | ------------------- | ---- | - | - | - | - | -- | -- | -- | -- |
| A      | Germania            | 4    | 3 | 1 | 1 | 1 | 7  | 4  | +3 | -4 |
| F      | Uruguay             | 4    | 3 | 1 | 1 | 3 | 3  | 0  | −3 | -3 |
| D      | Nuova Zelanda       | 3    | 3 | 0 | 3 | 0 | 3  | 3  | 0  | -3 |
| E      | Emirati Arabi Uniti | 3    | 3 | 1 | 0 | 2 | 3  | 4  | −1 | -5 |
| B      | Brasile             | 3    | 3 | 1 | 0 | 2 | 3  | 4  | -1 | -6 |
| C      | Paesi Bassi         | 3    | 3 | 1 | 0 | 2 | 3  | 4  | -1 | -6 |

## Fase ad eliminazione diretta
|  | Ottavi di finale       | Ottavi di finale       |                      |       | Quarti di finale          | Quarti di finale          |                     |                     | Semifinali | Semifinali |  |  | Finale | Finale |
|  |                        |                        |                      |       |                           |                           |                     |                     |            |            |  |  |        |        |
|  | 4 novembre - Ijebu Ode |                        |                      |       |                           |                           |                     |                     |            |            |  |  |        |        |
|  |                        |                        |                      |       |                           |                           |                     |                     |            |            |  |  |        |        |
|  | Argentina              | 2                      |                      |       |                           |                           |                     |                     |            |            |  |  |        |        |
|  | Argentina              | 2                      | 8 novembre - Bauchi  |       |                           |                           |                     |                     |            |            |  |  |        |        |
|  | Colombia               | 3                      |                      |       |                           |                           |                     |                     |            |            |  |  |        |        |
|  | Colombia               | 3                      | Colombia             | 1 (5) |                           |                           |                     |                     |            |            |  |  |        |        |
|  | 4 novembre - Enugu     |                        | Colombia             | 1 (5) |                           |                           |                     |                     |            |            |  |  |        |        |
|  |                        | Turchia                | 1 (3)                |       |                           |                           |                     |                     |            |            |  |  |        |        |
|  | Turchia                | Turchia                | 1 (3)                | 2     |                           |                           |                     |                     |            |            |  |  |        |        |
|  | Turchia                |                        | 12 novembre - Lagos  | 2     |                           |                           |                     |                     |            |            |  |  |        |        |
|  | Emirati Arabi Uniti    | 0                      |                      |       |                           |                           |                     |                     |            |            |  |  |        |        |
|  | Emirati Arabi Uniti    | 0                      | Colombia             | 0     |                           |                           |                     |                     |            |            |  |  |        |        |
|  | 4 novembre - Lagos     |                        | Colombia             | 0     |                           |                           |                     |                     |            |            |  |  |        |        |
|  |                        | Svizzera               | 4                    |       |                           |                           |                     |                     |            |            |  |  |        |        |
|  | Svizzera               | Svizzera               | 4                    | 4     |                           |                           |                     |                     |            |            |  |  |        |        |
|  | Svizzera               | 8 novembre - Ijebu Ode |                      | 4     |                           |                           |                     |                     |            |            |  |  |        |        |
|  | Germania               | 3                      |                      |       |                           |                           |                     |                     |            |            |  |  |        |        |
|  | Germania               | 3                      | Svizzera             | 2     |                           |                           |                     |                     |            |            |  |  |        |        |
|  | 4 novembre - Kaduna    |                        | Svizzera             | 2     |                           |                           |                     |                     |            |            |  |  |        |        |
|  |                        | Italia                 | 1                    |       |                           |                           |                     |                     |            |            |  |  |        |        |
|  | Italia                 | Italia                 | 1                    | 2     |                           |                           |                     |                     |            |            |  |  |        |        |
|  | Italia                 |                        | 15 novembre - Abuja  | 2     |                           |                           |                     |                     |            |            |  |  |        |        |
|  | Stati Uniti            | 1                      |                      |       |                           |                           |                     |                     |            |            |  |  |        |        |
|  | Stati Uniti            | 1                      | Svizzera             | 1     |                           |                           |                     |                     |            |            |  |  |        |        |
|  | 5 novembre - Kano      |                        | Svizzera             | 1     |                           |                           |                     |                     |            |            |  |  |        |        |
|  |                        | Nigeria                | 0                    |       |                           |                           |                     |                     |            |            |  |  |        |        |
|  | Spagna                 | Nigeria                | 0                    | 4     |                           |                           |                     |                     |            |            |  |  |        |        |
|  | Spagna                 | 9 novembre - Kaduna    |                      | 4     |                           |                           |                     |                     |            |            |  |  |        |        |
|  | Burkina Faso           | 1                      |                      |       |                           |                           |                     |                     |            |            |  |  |        |        |
|  | Burkina Faso           | 1                      | Spagna               | 3 (4) |                           |                           |                     |                     |            |            |  |  |        |        |
|  | 5 novembre - Calabar   |                        | Spagna               | 3 (4) |                           |                           |                     |                     |            |            |  |  |        |        |
|  |                        | Uruguay                | 3 (2)                |       |                           |                           |                     |                     |            |            |  |  |        |        |
|  | Iran                   | Uruguay                | 3 (2)                | 1     |                           |                           |                     |                     |            |            |  |  |        |        |
|  | Iran                   |                        | 12 novembre - Lagos  | 1     |                           |                           |                     |                     |            |            |  |  |        |        |
|  | Uruguay                | 2                      |                      |       |                           |                           |                     |                     |            |            |  |  |        |        |
|  | Uruguay                | 2                      | Spagna               | 1     |                           |                           |                     |                     |            |            |  |  |        |        |
|  | 5 novembre - Bauchi    |                        | Spagna               | 1     |                           |                           |                     |                     |            |            |  |  |        |        |
|  |                        | Nigeria                | 3                    |       | Finale per il terzo posto | Finale per il terzo posto |                     |                     |            |            |  |  |        |        |
|  | Messico                | Nigeria                | 3                    | 1 (3) | Finale per il terzo posto | Finale per il terzo posto |                     |                     |            |            |  |  |        |        |
|  | Messico                | 9 novembre - Calabar   | 9 novembre - Calabar | 1 (3) |                           |                           | 15 novembre - Abuja | 15 novembre - Abuja |            |            |  |  |        |        |
|  | Corea del Sud          | 9 novembre - Calabar   | 9 novembre - Calabar | 1 (5) |                           |                           | 15 novembre - Abuja | 15 novembre - Abuja |            |            |  |  |        |        |
|  | Corea del Sud          | Corea del Sud          | 1                    | 1 (5) | Colombia                  | 0                         |                     |                     |            |            |  |  |        |        |
|  | 5 novembre - Abuja     | Corea del Sud          | 1                    |       | Colombia                  | 0                         |                     |                     |            |            |  |  |        |        |
|  |                        | Nigeria                | 3                    |       | Spagna                    | 1                         |                     |                     |            |            |  |  |        |        |
|  | Nigeria                | Nigeria                | 3                    | 5     | Spagna                    | 1                         |                     |                     |            |            |  |  |        |        |
|  | Nigeria                |                        |                      | 5     |                           |                           |                     |                     |            |            |  |  |        |        |
|  | Nuova Zelanda          | 0                      |                      |       |                           |                           |                     |                     |            |            |  |  |        |        |
|  | Nuova Zelanda          | 0                      |                      |       |                           |                           |                     |                     |            |            |  |  |        |        |

### Ottavi di finale
| Arbitro: | Wolfgang Stark |

|                               |           |                                       |
| González Pirez 17’ Araujo 57’ | Marcatori | 63’ Murillo 88’ Blanco 90+1’ Quiñónes |

| Arbitro: | Eddy Maillet |

|                      |           |  |
| Furkan 2’ Ufuk 90+2’ | Marcatori |  |

| Arbitro: | Martín Emilio Vázquez |

|                                                                    |           |                                 |
| Rodríguez 35’ Seferović 49’ Gonçalves 101’ Ben Khalifa 116’ (rig.) | Marcatori | 39’ Götze 78’ Trinks 118’ Malli |

| Arbitro: | Carlos Amarilla |

|                          |           |                |
| Beretta 29’ Iemmello 56’ | Marcatori | 51’ Palodichuk |

| Arbitro: | Michael Hester |

|                                        |           |             |
| Roberto 19’ 56’ 67’ Carmona 83’ (rig.) | Marcatori | 26’ Ibrango |

| Arbitro: | Stéphane Lannoy |

|                   |           |                     |
| Esmaeilzadeh 119’ | Marcatori | 104’ (117) Gallegos |

| Arbitro: | Jérôme Damon |

|                            |                      |                                                          |
| Madrigal 44’               | Marcatori            | 90+2’ Kim Dong-Jin                                       |
| Campos Basulto García Vera | Tiri di rigore 3 – 5 | Lee Chang Ahn Jin-Bum Kim Jin-Su Lee Jong-Ho Lee Min-Soo |

| Arbitro: | Massimo Busacca |

|                                              |           |  |
| Egbedi 14’ 28’ S. Okoro 24’ Emmanuel 75’ 79’ | Marcatori |  |

### Quarti di finale
| Arbitro: | Koman Coulibaly |

|                                    |                      |                          |
| Ramos 90’                          | Marcatori            | 20’ Demir                |
| Arias Murillo Ramos Cataño Cuellar | Tiri di rigore 5 – 3 | Gulle Seker Iravul Alkan |

| Arbitro: | Viktor Kassai |

|                            |           |             |
| Ben Khalifa 24’, Buff 62'’ | Marcatori | 32’ Carraro |

| Arbitro: | Carlos Batres |

|                                     |                      |                                    |
| Isco 17’ (rig.) Borja 49’ 50’       | Marcatori            | 10’ Luna 71’ Mezquida 84’ Gallegos |
| Gómez Borja Aurtenetxe Sarabia Isco | Tiri di rigore 4 – 2 | Gallegos Barreto Laureiro Mezquida |

| Arbitro: | Howard Webb |

|                   |           |                                |
| Son Heung-Min 40’ | Marcatori | 23’ Azeez 50’ Ajagun 85’ Envoh |

### Semifinali
| Arbitro: | Michael Hester |

|  |           |                                                                   |
|  | Marcatori | 14’ (rig.) Ben Khalifa 36’ Seferović 50’ Martignoni 68’ Rodríguez |

| Arbitro: | Ravshan Irmatov |

|           |           |                             |
| Borja 83’ | Marcatori | 30’ Okoro 61’, 71’ Emmanuel |

### Finale terzo-quarto posto
| Arbitro: | Koman Coulibaly |

|  |           |          |
|  | Marcatori | 75’ Isco |

### Finale
| Arbitro: | Martín Emilio Vázquez |

| |            | |
| Seferović 65’ | Marcatori  | |
| · Siegrist · Kamber · Chappuis · Veseli (C) · (78' Hajrovic) · Buff 20’ · Seferovic · Ben Khalifa · Xhaka 80’ · (73' Nimeley) · Rodríguez · Martignoni 53’ · (67' Goncalves) · Kasami | Formazioni | · Paul · Oliha · Aliyu · Chukwudi (C) · Omeruo · Okoro · Ajagun · Envoh · Emmanuel · (76' Otubanjo) · Egbedi · (70' Kayode 79’) · Azeez |
| Ryser | Allenatori | Obuh |

## Riconoscimenti
| Pallone d'oro        | Pallone d'argento  | Pallone di bronzo  |
| -------------------- | ------------------ | ------------------ |
| Sani Emmanuel        | Nassim Ben Khalifa | Ramón Azeez        |
| Scarpa d'oro         | Scarpa d'argento   | Scarpa di bronzo   |
| Borja                | Sani Emmanuel      | Sebastián Gallegos |
| 5 gol                | 5 gol              | 5 gol              |
| Guanto d'oro         |                    |                    |
| Benjamin Siegrist    |                    |                    |
| FIFA Fair Play Award |                    |                    |
| Nigeria under 17     |                    |                    |

## Cannonieri
5 gol
- Sani Emmanuel
- Borja González
- Haris Seferović
- Sebastián Gallegos

4 gol
- Nassim Ben Khalifa

3 gol
- Sergio Araujo
- Mario Götze
- Lennart Thy
- Son Heung-Min
- Edafe Egbedi
- Adrià Carmona
- Isco
- Sergi Roberto
- Ricardo Rodríguez
- Muhammet Demir

2 gol
- Abdoulaye Ibrango
- Gustavo Cuellar
- Ebrima Bojang
- Federico Carraro
- Pietro Iemmello
- Takumi Miyayoshi
- Lee Jong-Ho
- Abdul Ajagun
- Stanley Okoro
- Álvaro Morata
- Engin Bekdemir
- Mohammad Sebil
- Jack McInerney
- Adrián Luna

1 gol
- Esteban Espíndola
- Leandro González Pirez
- Esteban Orfano
- Guilherme
- Neymar
- Victor Nikiema
- Louckmane Ouedtraogo
- Bertrand Traoré
- Zidane Zoungrana
- Jean Blanco
- Fabián Castillo
- Deiner Córdoba
- Jeison Murillo
- Héctor Quiñónes
- Jorge Luís Ramos
- Joel Campbell
- Juan Golobio
- Jonathan Moya
- Lamin Sarjo Samateh
- Yunus Malli
- Shkodran Mustafi
- Florian Trinks
- Kevin Volland
- Anthony Lozano
- Afshin Esmaeilzadeh
- Milad Gharibi
- Kaveh Rezaei
- Payam Sadeghian
- Giacomo Beretta
- Michele Camporese
- Shūto Kojima
- Kenyu Sugimoto
- Yoshiaki Takagi
- Kim Dong-Jin

1 gol
- Kim Jin-Su
- Nam Seung-Woo
- Luke Milanzi
- Miguel Basulto
- Carlos Alberto Campos
- Guillermo Madrigal
- Carlos Parra
- Tom Boere
- Luc Castaignos
- Oğuzhan Özyakup
- Michael Built
- Jack Hobson-McVeigh
- Gordon Murie
- Ramón Azeez
- Terry Envoh
- Omoh Ojabu
- Kenneth Omeruo
- Javier Espinosa
- Pablo Sarabia
- Oliver Buff
- André Gonçalves
- Pajtim Kasami
- Bruno Martignoni
- Granit Xhaka
- Gökay Iravul
- Ufuk Özbek
- Ömer Ali Şahiner
- Furkan Şeker
- Marwan Al-Saffar
- Nick Palodichuk
- Alex Shinsky
- Gabriel Mezquida

Auto-gol
- Jun Kamita (pro  Brasile)
- José Rodríguez (pro  Svizzera)